# Rian Lindell
Rian Lindell (født 20. januar 1977 i Portland, Oregon, USA) er en amerikansk footballspiller (place kicker). Han har tidligere spillet en årrække i NFL, hvor han blandt andet i ti år repræsenterede Buffalo Bills.

## Klubber
- Seattle Seahawks (2000−2002)
- Buffalo Bills (2003−2012)
- Tampa Bay Buccaneers (2013)